# ケン・ルーカス (プロレスラー)
ケン・ルーカス（Ken Lucas、本名：Kenneth Lucas、1940年8月20日 - 2014年8月6日）は、アメリカ合衆国のプロレスラー。アリゾナ州メサ出身。
技巧派のベビーフェイスとして、メキシコ湾岸のガルフ・コースト（アラバマおよびフロリダ北西部）やテネシーなど、南部のローカル・テリトリーを主戦場に活動した。

## 来歴
1960年、地元のアリゾナでデビュー。1962年5月11日にはフェニックスにてマイク・デビアスと組み、エル・グラン・ロザリオ&ティト・モンテスからアリゾナ版のNWAウエスタン・ステーツ・タッグ王座を奪取している。
1964年より、長年の主戦場となるガルフ・コースト・チャンピオンシップ・レスリングに参戦して、5月27日にフラッグシップ・タイトルのNWAガルフ・コースト・ヘビー級王座を獲得。以降、1978年に団体がサウスイースタン・チャンピオンシップ・レスリング（SECW）に吸収されるまで12回に渡って戴冠した。
1960年代は主にヒールのポジションで活動し、テキサス西部のアマリロ地区ではドリー・ファンク・シニア、ドリー・ファンク・ジュニア、ワフー・マクダニエル、ティム・ウッズらと対戦。1965年1月21日にはスプートニク・モンローをパートナーにアマリロ版のNWA北米タッグ王座を獲得した。
主戦場のガルフ・コースト地区では、1969年5月14日にディック・スタインボーンを破り、空位となっていたNWAアラバマ・ヘビー級王座の新王者となる。以降はベビーフェイスに転じ、同地区の主力選手となって活躍。リップ・タイラー、エディ・サリバン、ボブ・スウィータンとも抗争した。1973年には、10月12日にアラバマ州ドーサン、11月6日に同州モービルにて、ジャック・ブリスコの保持していたNWA世界ヘビー級王座に連続挑戦している。
並行してテネシーのNWAミッドアメリカ（ニック・グラス主宰のグラス・レスリング・エンタープライズ）でも活動し、若手ヒール時代のジェリー・ローラーをはじめ、国際プロレスから海外修行に出ていた大位山勝三（グレート・フジ）とデビル紫（タロー・ムラサキ）とも対戦。1977年2月13日にはラシアン・ストンパーからNWAミッドアメリカ・ヘビー級王座を奪取した。
他地区では、1978年2月16日にカンザス州カンザスシティにおいて、アレックス・スミルノフを破りNWAセントラル・ステーツ・ヘビー級王座を獲得。同年10月19日にはフロリダ州タンパでマイク・グラハムと組み、"オリジナル" ハリウッド・ブロンズ（ジェリー・ブラウン&バディ・ロバーツ）からNWAフロリダ・タッグ王座を奪取している。
ガルフ・コースト地区を吸収したSECWにも継続参戦して、モンゴリアン・ストンパー、クラッシャー・ブラックウェル、デビッド・シュルツ、トニー・チャールズらと対戦。1978年12月1日にはベビーフェイス時代のケビン・サリバンをパートナーに、デニス・コンドリー&フィル・ヒッカーソンからNWAサウスイースタン・タッグ王座を奪取。ボブ・ループ&ボブ・オートン・ジュニアとも同王座を争った。

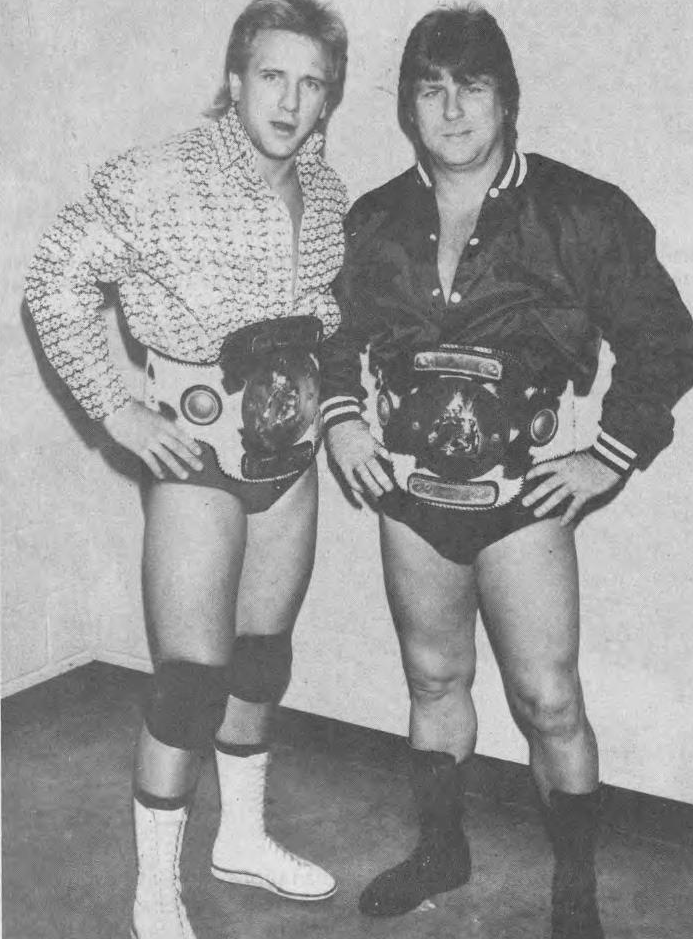
左はリッキー・モートン

NWAミッドアメリカを吸収したCWAではビル・ロビンソンのパートナーを務め、1980年2月17日にジ・アサシンズ（ランディ・コリー&クルト・フォン・ヘス）を破り、AWAの認定タイトルとなった南部タッグ王座を獲得。弟子格であるリッキー・モートンとのコンビでも、ラリー・レイザム&ビル・アーウィンらを下して同王座を度々獲得した。
主戦場のSECWでは1981年2月14日にロン・バス、3月16日にジミー・ゴールデンを破り、ガルフ・コースト・ヘビー級王座の後継タイトルであるNWAサウスイースタン・ヘビー級王座を獲得。同年5月11日にはミスター・サイトーからNWAアラバマ・ヘビー級王座を奪取、1969年の初獲得以来、通算9回目となる同王座への最後の戴冠を果たした。
1982年はモートンとの師弟コンビでサンアントニオのサウスウエスト・チャンピオンシップ・レスリングに転戦して、ジノ・ヘルナンデス&タリー・ブランチャードのダイナミック・デュオを相手に、サウスウエスト・タッグ王座を巡る抗争を展開。ストンパー&スミルノフ、キラー・ブルックス&ボビー・ジャガーズ、ザ・グラップラーズ（レン・デントン&トニー・アンソニー）などのチームとも対戦した。
1983年にSECWへ戻り、3月13日にフロリダ州ペンサコーラにてリック・フレアーのNWA世界ヘビー級王座に挑戦。3月21日にはアラバマ州バーミングハムにてボブ・アームストロングを破り、NWAサウスイースタン・ヘビー級王座に返り咲いている。	11月28日には同所にてリップ・ロジャースからUSジュニアヘビー級王座を奪取した。
セミリタイア後の1984年8月から1985年7月にかけては、カナダのウィニペグにおけるAWAのTVテーピングに時折出場。ベテランのジョバーとして、ロード・ウォリアーズ、ファビュラス・フリーバーズ、ラリー・ズビスコらと対戦した。その後は1996年12月1日と1997年2月22日、ガルフ・コーストにてロバート・ギブソンが主催したイベントに登場した。
晩年も、主戦場だったガルフ・コーストのフロリダ州サンタローザ郡に居住していた。2014年8月6日、73歳で死去。

## 得意技
- アブドミナル・ストレッチ[4]
- スリーパー・ホールド[4]
- パワースラム[4]

## 獲得タイトル
アリゾナ・アスレティック・アソシエーション
- NWAウエスタン・ステーツ・タッグ王座（アリゾナ版）：1回（w / マイク・デビアス、ハンス・スタイナー×2）[5]

NWAウエスタン・ステーツ・スポーツ
- NWAサウスウエスト・タッグ王座：1回（w / マイク・デビアス）[27]
- NWA北米タッグ王座（アマリロ版）：1回（w / スプートニク・モンロー）[8]

セントラル・ステーツ・レスリング
- NWAセントラル・ステーツ・ヘビー級王座：1回[15]
- NWAセントラル・ステーツ・タッグ王座：1回（w / ケビン・サリバン）[28]

チャンピオンシップ・レスリング・フロム・フロリダ
- NWAフロリダ・タッグ王座：1回（w / マイク・グラハム）[16]

ガルフ・コースト・チャンピオンシップ・レスリング / サウスイースタン・チャンピオンシップ・レスリング
- NWAアラバマ・ヘビー級王座：9回[9]
- NWAミシシッピ・ヘビー級王座：5回[29]
- NWAガルフ・コースト・ヘビー級王座：12回[6]
- NWAガルフ・コースト・タッグ王座：15回（w / ボビー・フィールズ×3、デニス・ホール、クリス・ルーカス、ドン・カーソン×2、マック・マクファーランド、ディック・ダン、ジョニー・ウエスト、マイク・ボイエッティ、ニック・コザック、ゴージャス・ジョージ・ジュニア、リッキー・フィールズ、ザ・レスリング・プロ）[30]
- NWA USタッグ王座（ガルフ・コースト版）：4回（w / マイク・ボイエッティ、ジョニー・ウエスト、ボブ・ケリー、デニス・ホール）[31]
- NWA USジュニアヘビー級王座（サウスイースト版）：1回[25]
- NWAサウスイースタン・ヘビー級王座：3回[20]
- NWAサウスイースタン・タッグ王座：4回（w / ケビン・サリバン、ボブ・アームストロング、エディ・ホーガン×2）[18]

NWAミッドアメリカ / コンチネンタル・レスリング・アソシエーション
- NWAミッドアメリカ・ヘビー級王座：1回[14]
- NWAミッドアメリカ・タッグ王座：7回（w / フランキー・レイン、トミー・リッチ、レイ・キャンディ、ダッチ・マンテル×2、ジョージ・グラス、リッキー・モートン）[32]
- NWA世界6人タッグ王座（ミッドアメリカ版）：1回（w / プリンス・トンガ&ジョージ・グラス）[33]
- NWA南部タッグ王座（ミッドアメリカ版） / AWA南部タッグ王座：13回（w / デニス・ホール×6、ジョニー・ウォーカー×2、ビル・ロビンソン×2、リッキー・モートン×3）[19]

サウスウエスト・チャンピオンシップ・レスリング
- SCWサウスウエスト・タッグ王座：3回（w / リッキー・モートン）[21]